# Rudolf Wäffler
Rudolf Wäffler (* 13. November 1804 in Basel; † 31. Juli 1867 in Winterthur) war ein Schweizer Politiker. Von 1851 bis 1866 gehörte er dem Nationalrat an.

## Biografie
Der Sohn eines Seidenfärbers machte eine Ausbildung zum Kaufmann. Ab 1830 war Wäffler in diesem Beruf in Winterthur tätig. Er war Teilhaber der Firma Wäffler-Egli & Co. Ebenso war er Teilhaber der im Jahr 1863 gegründeten Schweizerischen Lloyd Transport-Versicherungsgesellschaft, aus der sich später das Versicherungsunternehmen Nationale Suisse entwickelte.
Wäffler, der im Militär den Raing eines Majors hatte, wurde 1847 in den Zürcher Kantonsrat gewählt. 1851 folgte die Wahl in den Nationalrat, als er in einer Nachwahl einen frei werdenden Sitz im Wahlkreis Zürich-Ost eroberte. Im Parlament vertrat er konsequent die Linie Alfred Eschers, was dieser entsprechend honorierte. So sass Wäffler ab 1853 im Verwaltungsrat der Schweizerischen Nordostbahn und ab 1856 in jenem der soeben gegründeten Schweizerischen Kreditanstalt. 1866 trat er aus gesundheitlichen Gründen von seinen politischen Ämtern zurück.